# Djalili
Els Jalili o jalílides foren una família de governadors otomans de Mossul que van governar aquesta wilaya entre 1726 i 1834, amb algunes interrupcions. El seu fundador fou un esclau cristià nestorià de nom Abd-al-Jalil.
El fill d'Abd-al-Jalil, Ismaïl Paixà Jalilí, es va convertir a l'islam i va obtenir el govern de Mossul el 1726 pels seus mèrits en diversos càrrecs. El 1730 el va succeir el seu fill Hajji Hussayn Paixà Jalilí, que va ocupar el càrrec vuit vegades entre 1730 i 1759, destacant en la defensa de la ciutat contra Nàdir-Xah el 1743; fou també governador d'altres wilayes i va ocupar també altres càrrecs rellevants. El seu fill Amín Paixà Jalilí fou walí sis vegades (algunes mentre encara era viu el seu pare). El seu fill Muhàmmad Paixà Jalilí fou walí durant divuit anys (1789-1807). Un altre membre de la família, Àhmad Paixà Jalilí fou governador diverses vegades a partir del 1813. El darrer governador jalilí fou Yahya Paixà Jalili ibn Numan (1833-1834), destituït en 1834 quan la modernització es va introduir als governs provincials semiautònoms.